# حنة (أم مريم العذراء)

حنة ومريم العذراء والطفل يسوع.

حنّة هي والدة مريم العذراء وجدة يسوع بحسب التقليد المسيحي. وكانت ابنة لماثان بن لاوي بن ملكي من نسل هارون الكاهن، واسم أمها مريم من سبط يهوذا.
وكان لماثان هذا ثلاث بنات:[مصدر هامشي غير موثوق]
- الأولى : مريم باسم والدتها وهي أم سالومي القابلة.
- والثانية : صوفية أم أليصابات والدة القديس يوحنا المعمدان.
- والثالثة : هي هذه القديسة حنة زوجة الصديِّق يهوياقيم من سبط يهوذا ووالدة السيدة العذراء مريم. وبذلك تكون مريم العذراء وسالومي وأليصابات بنات خالات.[مصدر هامشي غير موثوق]

## في المسيحية
لا تروي الأناجيل أو أية كتابات مسيحية رسمية عن طفولة مريم العذراء أو حياتها قبل البشارة، لكن هناك عدد من الكتب الأبوكريفية التي لم تعتمد في الكنيسة ككتب رسمية لعدم صحة نسبتها إلى التلاميذ الاثني عشر أو شخصيات مقربة منهم، أو لكتابتها في تاريخ متأخر عن سائر المؤلفات التي تدعى بالقانونية أو حتى بسبب أسلوب كتابتها الشعبي، تتناول حياة مريم المبكرة بشكل مفصل، هناك إنجيل خاص يعرف باسم إنجيل مريم، وآخر يدعى إنجيل يعقوب وطفولة المخلص إلى جانب إنجيل رحلة العائلة المقدسة، وإنجيل حياة مريم وموت يوسف، وهي الأناجيل الأكثر ذكرًا للعذراء وحياتها المبكرة.
بحسب الرواية الواردة في الكتب الأبوكريفية وتم اعتمادها في المسيحية الرسمية أيضًا فإن والدي العذراء كانا عجوزين لا أولاد لهما في حين كانت أمها عاقرًا لا تستطيع الإنجاب، الأمر الذي كان يعتبر عارًا في المجتمع اليهودي القديم ويجلب تعييرات المجتمع، لكن الرب أجرى معجزة لوالدتها فحبلت وأنجبت مريم بعد أن نذرت نذرًا بأن تهبها لله. وهذا ما حصل فعلاً، فعندما ولدت مريم قدمتها والدتها للخدمة في هيكل سليمان ولها من العمر ثلاث سنوات.
بحسب التقليد المسيحي أيضًا، أي مجموع كتابات آباء الكنيسة الأوائل، فإن والدي العذراء هما حنة ويهوياقيم، ويحتفل بتذكارهما في 9 سبتمبر من كل عام، أي بعد يوم واحد من ذكرى ميلاد مريم العذراء في 8 سبتمبر من كل عام حسب التقليد الكنسي أيضًا. على الرغم من أن إنجيل يعقوب يذكر أن يهوياقيم زوج حنة ووالد مريم العذراء كان غنيًا بيد أن عددًا من الباحثين يشيرون خلاف ذلك.

## في الإسلام
تزوجها عمران، ولم تحمل منه وأسنت، ولم يكن لها ولد فأبصرت يوماً طائراً يطعم أفراخه، فتحركت لذلك نفسها، واشتاقت للولد، وتمنت أن يكون لها ولد حتى تحن عليه مثل هذا الطائر، فهنالك دعت إلى الله تعالى أن يهب لها ولداً، وقالت: اللهم لك علي بأن رزقتني ولداً أن أتصدق به على بيت المقدس. ﴿إِذْ قَالَتِ امْرَأَةُ عِمْرَانَ رَبِّ إِنِّي نَذَرْتُ لَكَ مَا فِي بَطْنِي مُحَرَّرًا فَتَقَبَّلْ مِنِّي إِنَّكَ أَنْتَ السَّمِيعُ الْعَلِيمُ ۝٣٥﴾ (سورة آل عمران، الآية 35). فواقعها زوجها عمران، فحملت مريم ولفتها في خرقة من يومها، وحملتها إلى المسجد الأقصى، ووضعتها عند الأحبار، من أبناء هارون عليه السلام وقالت لهم: دونكم وهذه النذيرة. وذلك قوله تعالى: ﴿فَلَمَّا وَضَعَتْهَا قَالَتْ رَبِّ إِنِّي وَضَعْتُهَا أُنْثَى وَاللَّهُ أَعْلَمُ بِمَا وَضَعَتْ وَلَيْسَ الذَّكَرُ كَالْأُنْثَى وَإِنِّي سَمَّيْتُهَا مَرْيَمَ وَإِنِّي أُعِيذُهَا بِكَ وَذُرِّيَّتَهَا مِنَ الشَّيْطَانِ الرَّجِيمِ ۝٣٦﴾ (سورة آل عمران، الآية 36)، قبل هذا النذر، وجعله نذراً مباركاً وهذا ما أشار إليه القرآن الكريم: ﴿فَتَقَبَّلَهَا رَبُّهَا بِقَبُولٍ حَسَنٍ وَأَنْبَتَهَا نَبَاتًا حَسَنًا وَكَفَّلَهَا زَكَرِيَّا كُلَّمَا دَخَلَ عَلَيْهَا زَكَرِيَّا الْمِحْرَابَ وَجَدَ عِنْدَهَا رِزْقًا قَالَ يَا مَرْيَمُ أَنَّى لَكِ هَذَا قَالَتْ هُوَ مِنْ عِنْدِ اللَّهِ إِنَّ اللَّهَ يَرْزُقُ مَنْ يَشَاءُ بِغَيْرِ حِسَابٍ ۝٣٧﴾ [آل عمران:37] (سورة آل عمران، الآية 37). فتنافس فيها الأحبار، وكان عمران قد مات قبل الولادة، فطلبها زكريا ليأخذها وقال: أنا أحق بها لأن خالتها عندي. فتقارعوا عليها فوقعت القرعة لزكريا عليه السلام قيل: إنها لم تلقم ثديا منذ ولدت، وقيل: إن أمها كانت ترضعها. وذكر في كتاب «تأريخ ابن الوردي»: أن حنة أم مريم عليها السلام، وهي أخت إيشاع زوجة زكريا عليه السلام وذكر مثل ما سبق ذكره من دعاء حنة، وطلبها الولد بعد ما كبرت، وقيل: إن عمرها لما ولدت مريم كان ستين سنة .

## وفاتها
توفيت وقد بلغت مريم من العمر عشر سنين.